# گنجینه (بروجرد)
گنجینه روستایی است در شهرستان بروجرد در استان لرستان. این روستا در دهستان شیروان در بخش مرکزی این شهرستان قرار دارد.

## جمعیت
بنابر سرشماری مرکز آمار ایران، جمعیت این روستا در سال ۱۳۸۵، برابر با ۹۴۶ نفر بوده‌است که از این میان ۴۷۹ نفر مرد و بقیه زن بوده‌اند. گنجینه ۲۴۱ خانوار جمعیت دارد.